# Супертосканские вина

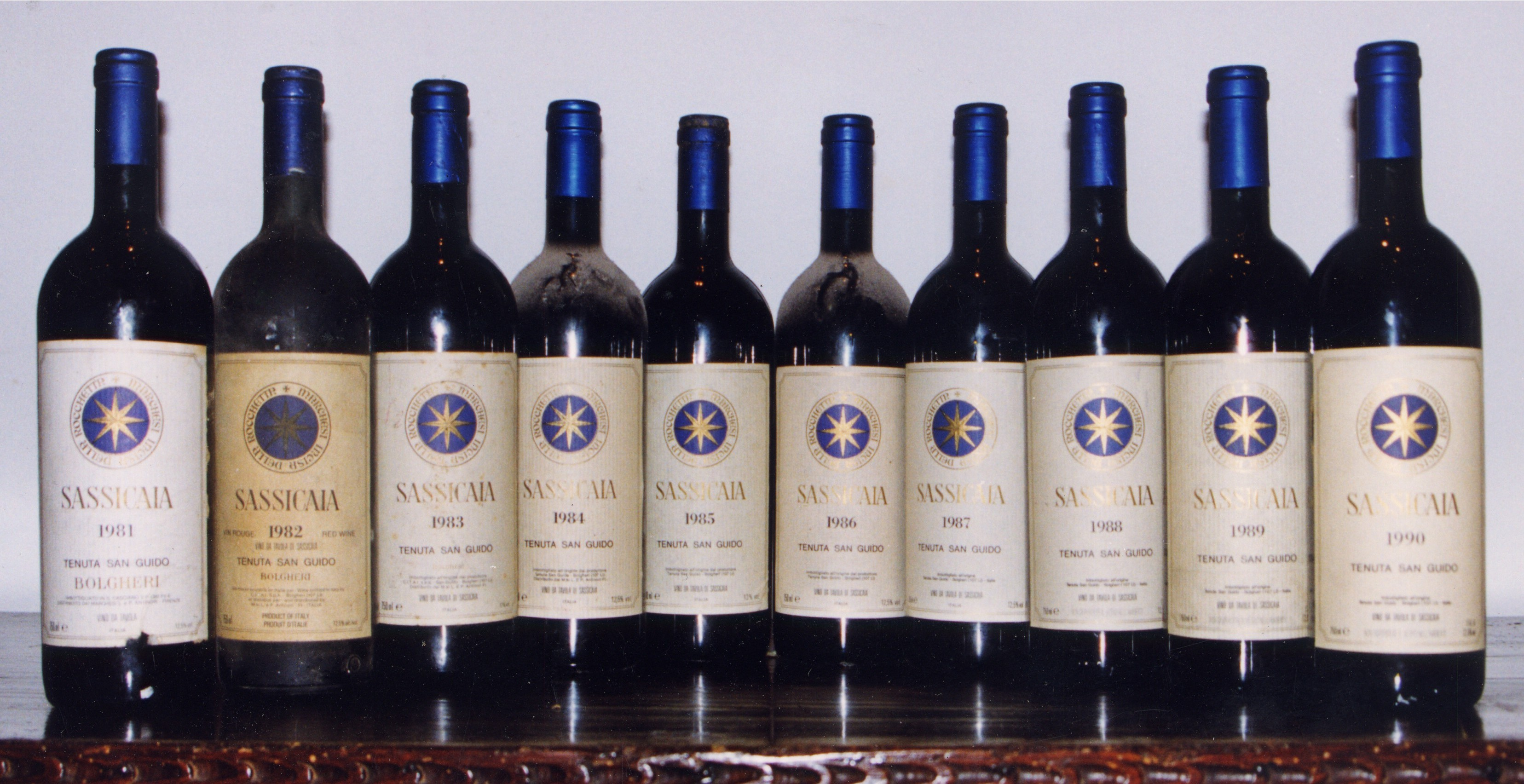
Десять винтажей вина «Сасcикайя»

Супертосканские вина — общее название красных тосканских виноградных вин, исторически не типичных для региона. Супертосканские вина представляют собой смесь «международных» сортов винограда (как правило, французского происхождения) и выдерживаются в бочках меньшего размера, чем принято в Тоскане. Несмотря на высокие оценки, супертосканские вина долгое время классифицировались как столовые из-за несоответствия технологии их производства нормам итальянской сертификации.
Характерная черта супертосканских вин — использование небольших бочек из французского дуба. Эти вина производят либо из международных сортов винограда (мерло, каберне-совиньон, сира, каберне-фран) как ассамбляжи (купажи) в стиле Бордо, либо из наиболее распространённого в Италии сорта санджовезе. Также встречаются бленды (смеси) международных сортов с санджовезе. Культовыми стали такие «супертосканцы», как Sassicaia, Ornellaia, Masseto.

## История
Традиционно бо́льшая часть тосканских вин производится из местного сорта санджовезе. После Второй мировой войны маркиз Марио Инчиза делла Роккетта (1889-1983) начал выращивать в своем поместье неподалеку от деревушки Болгери нетипичный для Тосканы сорт винограда — каберне-совиньон. Лозы были доставлены с виноградников Chateau Lafite, принадлежавших Ротшильдам, с которыми маркиз поддерживал тесные связи. Получившееся вино ферментировалось в открытых деревянных чанах и выдерживалось во французских бочках небольшого размера (в то время как традиционные для Тосканы вина требовалось выдерживать в больших бочках, импортированных из Словении).
Первое вино маркиза делла Роккетты получилось простым, но от урожая к урожаю качество неизменно повышалось. В начале 1960-х этим проектом заинтересовались его племянник Пьеро Антинори, винодел Джакомо Такис и французский энолог Эмиль Пейно. Совместно они усовершенствовали производство и вывели новый продукт на рынок. Вино получило название Sassicaia («каменистые земли»). Первый винтаж Sassicaia был выпущен в 1968 году. В 1978 году на престижном винном конкурсе, проходившем в Лондоне, Sassicaia было признано лучшим каберне в мире. Пьеро Антинори основал собственное хозяйство в зоне Кьянти-Классико и в 1970 году выпустил вино Tignanello.
В то же время в Кьянти-Классико зрел бунт: в хозяйстве San Felice молодой энолог Энцо Морганти решил производить чистое санджовезе, не смешивая его с другими местными сортами, как предписывалось обновленным в 1967 году законом Кьянти. Так родилось Vigorello 1968 — первое вино из 100%  санджовезе. Vigorello с годами менялось (с 1979-го в него начали добавлять каберне-совиньон), доля санджовезе падала, пока в 2000-х вино не стало ассамбляжем (купажем) из вин Бордо с добавкой пуньителло — старинного тосканского сорта, возрожденного хозяйством San Felice.
«Супертосканская революция» попала на страницы газет в 1972 году, когда вино Sassicaia в слепой дегустации, организованной журналом Decanter, одержало победу над легендарным французским бордо гран крю. Тогда термин «Супертоскана», придуманный журналистами, прогремел на весь мир. При этом средние цены на лучшие супертосканские вина в 1980-е и 1990-е годы заметно превышали цены на лучшие вина, соответствующие требованиям итальянских аппеллясьонов (таких, как «Кьянти»).
Несмотря на высочайшие оценки, супертосканские вина классифицировались как Vino da Tavola — обычные столовые вина. В 1992 году законодательно была выделена новая категория качества —  так называемые «местные вина» (Indicazione Geographica Tipica). Эта классификация позволяет виноделам гораздо больше экспериментировать, чем производителям вин DOCG и DOC. При этом Sassicaia приобрела классификацию DOC.
Опыт создателей супертосканы изменил требования многих итальянских аппеллясьонов, включая Chianti Classico. Теперь закон позволяет использовать в бленде Кьянти международные сорта, а также создавать вина из 100% санджовезе. Международные сорта также допускаются в Vino Nobile di Montepulciano и многих других аппеллясьонах.